# Жандос Ісмаїлов
Жандос Ісмаїлов (каз. Жандос Ысмайылов; нар. 29 грудня 1994, Алматинська область) — казахський борець вільного стилю, бронзовий призер чемпіонату Азії, срібний призер Ігор ісламської солідарності. Майстер спорту Республіки Казахстан.

## Життєпис
Боротьбою почав займатися з року. У 2011 році став бронзовим призером чемпіонату Азії серед кадетів.
Представляє Алматинську область. Чемпіон Казахстану у віковій групі до 23 років. Тренер — Асет Серікбаєв.

## Спортивні результати на міжнародних змаганнях

### Виступи на Чемпіонатах Азії
| Змагання                       | Збірна    | Вагова категорія          | Місце  |
| ------------------------------ | --------- | ------------------------- | ------ |
| Чемпіонат Азії з боротьби 2018 | Казахстан | вільна боротьба, до 57 кг | Бронза |

### Виступи на Азійських іграх
| Змагання           | Збірна    | Вагова категорія          | Місце |
| ------------------ | --------- | ------------------------- | ----- |
| Азійські ігри 2018 | Казахстан | вільна боротьба, до 57 кг | 8     |

### Виступи на Іграх ісламської солідарності
| Змагання                          | Збірна    | Вагова категорія          | Місце  |
| --------------------------------- | --------- | ------------------------- | ------ |
| Ігри ісламської солідарності 2017 | Казахстан | вільна боротьба, до 57 кг | Срібло |

### Виступи на інших змаганнях
| Змагання                                    | Збірна    | Вагова категорія          | Місце  |
| ------------------------------------------- | --------- | ------------------------- | ------ |
| Гран-прі Німеччини з боротьби 2013          | Казахстан | вільна боротьба, до 55 кг | 5      |
| Кубок Тахті 2014                            | Казахстан | вільна боротьба, до 57 кг | 10     |
| Міжнародний турнір Дінмухамеда Кунаєва 2014 | Казахстан | вільна боротьба, до 57 кг | 5      |
| Міжнародний турнір Дінмухамеда Кунаєва 2015 | Казахстан | вільна боротьба, до 57 кг | 10     |
| Міжнародний турнір Дінмухамеда Кунаєва 2016 | Казахстан | вільна боротьба, до 57 кг | Срібло |
| Турнір Дана Колова — Николи Петрова 2017    | Казахстан | вільна боротьба, до 57 кг | 7      |
| Меморіал Вацлава Циолковського 2017         | Казахстан | вільна боротьба, до 57 кг | Срібло |
| Турнір Олександра Медведя 2017              | Казахстан | вільна боротьба, до 57 кг | 7      |
| Турнір Степана Саргісяна 2019               | Казахстан | вільна боротьба, до 61 кг | 5      |
| Міжнародний турнір Дінмухамеда Кунаєва 2019 | Казахстан | вільна боротьба, до 57 кг | 13     |

### Виступи на змаганнях молодших вікових груп
| Змагання                                      | Збірна    | Вагова категорія          | Місце  |
| --------------------------------------------- | --------- | ------------------------- | ------ |
| Чемпіонат Азії з боротьби серед кадетів 2011  | Казахстан | вільна боротьба, до 54 кг | Бронза |
| Кубок Фрейденфельдса серед юніорів 2013       | Казахстан | вільна боротьба, до 55 кг | 5      |
| Чемпіонат світу з боротьби серед юніорів 2013 | Казахстан | вільна боротьба, до 55 кг | 10     |
| Чемпіонат світу з боротьби серед молоді 2017  | Казахстан | вільна боротьба, до 57 кг | 5      |